# شهرستان منارد (تگزاس)
شهرستان مینرد، تگزاس (به انگلیسی: Menard County, Texas) یک سکونتگاه مسکونی در ایالات متحده آمریکا است که در تگزاس واقع شده‌است.

## تاریخچه
در حدود سال ۸۰۰۰، ساکنان زمین‌نشین آمریکایی اولیه وارد شدند. بعدها، ساکنان آمریکایی بومی شامل قوم کومانچ و لیپان آپاچی بودند. در سال ۱۷۵۷، پدر الونسو گیرالدو ده تررروس حامی مأموریت سانتا کروز د سان سابا برای قوم آپاچی، پرسیدیو سان لوئیس د لاس اماریاس را تأسیس کرد. در دهه ۱۸۳۰، جیمز بوی و رزین پی بوی دره سان سابا را جستجو کرده‌بودند تا معدن نقره‌ای را که اسپانیایی‌ها در آن منطقه باور داشته بودند، پیدا کنند. آن‌ها موفق نشدند، اما اسطوره معدن گمشده بوی، همچنین شناخته شده به عنوان معدن گمشده سان سابا یا معدن لاس الماگرس، تخیل جویندگان گنج را برای ۱۵۰ سال آینده تحریک کرد.
در سال ۱۸۵۲، کمپ سان سابا برای حفاظت از مستوطنان در برابر حملات سرخپوستان تأسیس شد. قانونگذاری ایالتی شهرستان منارد را از شهرستان بکسار در سال ۱۸۵۸ تشکیل داد. این شهرستان به نام میشل برانامور منارد، بنیانگذار گالوستون نامگذاری شد. مناردویل، که بعدها به عنوان منارد شناخته شد، مرکز شهرستان شد.
تا سال ۱۸۷۰، جمعیت شهرستان ۶۶۷ نفر بود: ۲۹۵ نفر سفیدپوست و ۳۷۲ نفر آفریقایی بودند، احتمالاً به دلیل حضور سربازان بوفالو در پایگاه فورت مک‌کاوت. سال بعد، ساکنان شهرستان افسران خود را انتخاب کردند. واردات مهاجر از مکزیکو در شهرستان برگزار شد. در سال ۱۹۱۱، شرکت راه‌آهن فورت ورث و ریوگراند وارد شد. منابع گازی در سال ۱۹۲۹ استفاده شد، اما به دلیل عدم وجود بازار، مسدود شد. انجمن والدین و معلمان محلی در سال ۱۹۳۱ ناهار رایگان برای کودکان نیازمند ارائه کرد.
در سال ۱۹۳۴، کارخانه تخفیف تگزاس در حال فعالیت بود. برنامه کمک در حال خرید گاو و گوسفند از دامداران منطقه بود. یک چاه گاز در سال ۱۹۴۱ مجدداً حفاری شد و حدود ۷ میلیون فوت مکعب گاز تولید کرد. در سال ۱۹۴۶، یک میدان نفتی کوچک در شمال شرق فورت مک‌کاوت کشف شد، اما سال بعد ترک شد. تا دهه ۱۹۶۰، تولید نفت و گاز میانگین سالانه بیش از ۲۷۰٬۰۰۰ بشکه بود. در دهه ۱۹۸۰، از ۴۰ میدان نفتی شهرستان، حدود ۲۰ میدان هنوز فعال بودند و هر سال ۱۳۲٬۰۰۰ تا ۱۸۵٬۰۰۰ بشکه نفت تولید می‌شد.

## خصوصیات
شهرستان مینرد ۲٬۳۳۶٫۱۸ کیلومترمربع مساحت دارد.